# Сланцевський район
Сланцевський район (рос. Сланцевский район) — муніципальний район у складі Ленінградської області Російської Федерації.
Адміністративний центр — місто Сланці.

## Демографія
Динаміка чисельності населення району:
| Рік  | Населення, осіб | Джерело           | У т.ч. м. Сланці, осіб |
| ---- | --------------- | ----------------- | ---------------------- |
| 1959 | 42 624          | Перепис 1959 року | 35 303                 |
| 1970 | 51 818          | Перепис 1970 року | 41 146                 |
| 1979 | 52 715          | Перепис 1979 року | 42 303                 |
| 1989 | 54 061          | Перепис 1989 року | 43 087                 |
| 2002 | 47 851          | Перепис 2002 року | 37 371                 |
| 2010 | 43 523          | Перепис 2010 року | 34 347                 |

## Адміністративний устрій
До складу району входять одне міське та 6 сільських поселень:
| № | Назва поселення                  | Населення (ос.) | Кількість НП | Адміністр. центр |
| - | -------------------------------- | --------------- | ------------ | ---------------- |
| 1 | Вискатське сільське поселення    | ▲ 2298          | 28           | с. Вискатка      |
| 2 | Гостицьке сільське поселення     | ▼ 1656          | 8            | с. Гостиці       |
| 3 | Загривське сільське поселення    | ▲ 1125          | 10           | с. Загрив'є      |
| 4 | Новосельське сільське поселення  | ▼ 1121          | 34           | с. Новосельє     |
| 5 | Сланцевське міське поселення     | ▼ 34 347        | 9            | місто Сланці     |
| 6 | Старопольське сільське поселення | ▼ 2319          | 57           | с. Старопольє    |
| 7 | Черновське сільське поселення    | ▼ 657           | 11           | с. Монастирьок   |